# Feargus Urquhart
Feargus Urquhart, född 19 april 1970, är en amerikansk datorspelsdesigner. Han är medgrundare till och VD för Obsidian Entertainment. Han har bland annat varit delaktig i utvecklingen av Falloutserien, Baldur's Gate och Pillars of Eternity.

## Biografi

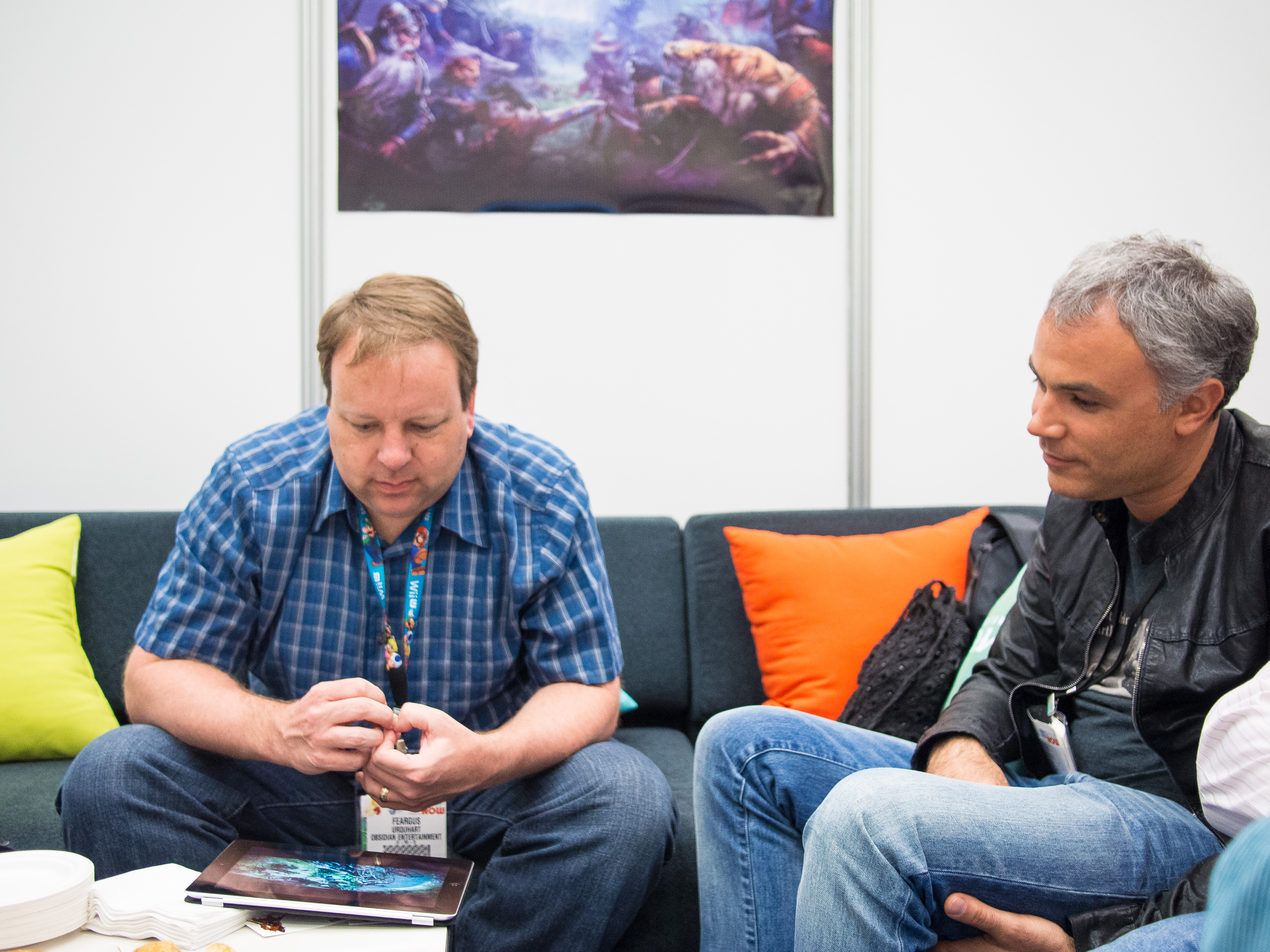
Feargus Urquhart och Sergey Orlovskiy på E3 2013

Urquhart är mest känd för sitt arbete på Interplay Entertainment, speciellt som chef för Black Isle Studios, Interplays interna utvecklingsavdelning för datorrollspel som han grundade 1997. Där arbetade han med de två första Falloutspelen. År 1999 gav IGN honom utmärkelsen "Unsung Hero of the Year", med motivationen "since he is always quick to deflect credit away from himself, the great majority of fans remain unaware of Feargus' actual contributions to Black Isle's titles. We won't give away his secrets other than to say we consider him a very worthy initial winner of this award."
När Interplay fick ekonomiska problem under början av 2000-talet, vilket även drabbade Black Isle, valde Urquhart och flera andra att lämna företaget och grunda Obsidian Entertainment.
Under sin tid som VD för Obsidian Entertainment har företaget bland annat utvecklat Knights of the Old Republic II (2004), Alpha Protocol (2010), Fallout: New Vegas (2010), South Park: The Stick of Truth (2014) och Pillars of Eternity (2015).
Urquhart bor i Irvine, Kalifornien med sin fru Margo och barnen Katherine och Aidan.